# Olof Malmström
Olof Malmström var en svensk snickare och målare verksam under 1700-talets första hälft.
Malmström var med hustrun Anna Dahl bosatt 1718-1724 och tidigare i Skirtorp, Stora Malms socken, Södermanland. För Stora Malms kyrka utförde han 1740 en predikstol. Den är dekorerad med en svit symboliska bildframställningar som speglar den tidens religiösa uppfattning och församlingsprästen Johan Dalenius har troligen valt vilka bilder som har återgivits. En sittstol är skänkt till kyrkan och troligtvis är Malmström upphovsman även till denna.